# Ippaso (figlio di Leucippe)
Ippaso (in greco antico: Ἵππασος?, Híppasos) è un personaggio della mitologia greca, figlio di Leucippe.

## Mitologia
Quando sua madre Leucippe impazzì per colpa di Dioniso, che si era infuriato per comportamento della ragazza, lei e le sue sorelle fecero a pezzi il figlioletto scambiandolo per un piccolo cerbiatto.

### Interpretazioni e realtà storiche
Ad Orcomeno in Beozia ogni anno veniva commemorata la morte di Ippaso colla festa delle Agrionie (letteralmente "provocazione alla furia").
Nella festa alcune ragazze fingono di cercare Dioniso, in seguito si siedono e recitano indovinelli, finché il sacerdote del dio esce dal tempio, spada in mano, uccidendo la prima che riesce ad afferrare.